# Lepidonotus furcillatus
Lepidonotus furcillatus är en ringmaskart som beskrevs av Ehlers 1901. Lepidonotus furcillatus ingår i släktet Lepidonotus och familjen Polynoidae. Inga underarter finns listade i Catalogue of Life.